# Погорецький Василь Антонович
Василь Антонович Погорецький (нар. 22 листопада 1954, с. Полівці, Тернопільська область) — український священник, прозаїк, поет, публіцист, науковець, релігійний і громадський діяч, краєзнавець. Член Національних спілок журналістів (2010), краєзнавців (2012), письменників (2015) України. Доктор теологічних і кандидат історичних наук.

## Життєпис
Василь Погорецький народився 22 листопада 1954 року в селі Полівцях, нині Білобожницької громади Чортківського району Тернопільської области України. Навчався в Полівецькій та Джуринській середніх школах.
Військову строкову службу проходив у Азербайджані.
Закінчив Санкт-Петербурзьку духовну семінарію (нині академія), Івано-Франківський Теологічно-Катехитичний Інститут (нині академія), Варшавський Інститут Теології Апостольства, Варшавський університет імені Кардинала Стефана Вишинського і докторантуру, Тернопільський національний педагогічний університет імені Володимира Гнатюка й аспірантуру.
Працював викладачем суспільних дисциплін та віце-ректором Чортківської дяківсько-катехичної академії імені священномученика Григорія Хомишина.
Від 1 серпня 2010 — настоятель церкви Покрови Пресвятої Богородиці в м. Копичинцях.

## Доробок
Автор:
Наукових праць
- «Українська духовна культура і Петро Могила» (2009),
- «Філософія релігії Володимира Соловйова» (2010),
- «Історія філософії еклезіології» (2011),
- «Україна і Петро Могила: історично-філософсько-релігійна інтерпретація» (2015);

Прозових творів
- «На роздоріжжі» (2013),
- «Хрест на вістрі буття» (2014),
- «Синдром милосердя» (2015);

Поетичних збірок
- «Зболена Доля у Музі» (2011),
- «Розвидняється» (2012),
- «Сліди на дорозі до Неба» (2012),
- «Розкрилля Любові у часі» (2013),
- «На хвилях болю» (2014),
- «Пробудження» (2014),
- «Україна іде…» (2016)[4],
- «Рахманне роздолля» (2017)[5],
- «Небесна течія» (2022)[6].

Книг
- «Україна крізь призму забобонів» (2024)[7].

## Нагороди
- лауреат премії журналу «Літературний Тернопіль» (2015),
- лауреат всеукраїнської літературної премії імені Степана Сапеляка (2017)[8],
- лауреат літературної премії імені Григорія Сковороди «Сад божественних пісень» — за значну наукову і духовну діяльність, а також дослідження «Життя і творчість Григорія Сковороди крізь призму української духовної історії» (2017)[9],
- лауреат всеукраїнської літературно-мистецької премії імені Братів Богдана та Левка Лепких — за книги «На роздоріжжі» (2013), «Україна іде...» (2016), «Рахманне роздолля» (2017) та публікації під рубрикою «Духовні обереги»в журналі «Літературний Тернопіль» (2017),
- лауреат Міжнародної літературно-мистецької премія імені Пантелеймона Куліша (2017),
- відзнака «Золоте перо Тернопілля» (2018),
- міжнародна патріотична медаль Івана Мазепи (2018)[10],
- міжнародна літературно-мистецька премія «Світ Пограниччя» (2023)[11].